# Determinanti spagnoli
I determinanti della lingua spagnola vengono usati in modo simile all'italiano e concordano con il nome per quanto concerne il numero (singolare/plurale) e il genere (maschile/femminile).

## Determinanti dimostrativi
Similmente all'italiano, lo spagnolo ha tre tipi di dimostrativi, il cui uso dipende dalla distanza tra il parlante e la cosa/persona descritta.
| Dimostrativi        | Vicino a chi parla | Vicino a chi ascolta | Lontano da chi parla e da chi ascolta |
| ------------------- | ------------------ | -------------------- | ------------------------------------- |
| Maschile singolare  | este               | ese                  | aquel                                 |
| Maschile plurale    | estos              | esos                 | aquellos                              |
| Femminile singolare | esta               | esa                  | aquella                               |
| Femminile plurale   | estas              | esas                 | aquellas                              |

Come per le forme italiane (questo, codesto e quello), este si riferisce di solito a qualcosa vicino al parlante (la prima persona), ese in genere a qualcosa più vicino all'ascoltatore (la seconda persona) e aquel a qualcosa lontano da chi parla e da chi ascolta.
I determinati dimostrativi possono essere usati come pronomi, con l'aggiunta delle forme singolari neutre esto, eso, aquello.
Un tale sistema tripartito dei dimostrativi si trova inoltre nel portoghese, come pure nelle lingue slave, nel giapponese e nel turco.

## Articoli

### Articoli definiti
Similmente all'italiano, l'articolo definito in spagnolo concorda nel genere e numero come segue:
- el hombre = "l'uomo"
- los hombres = "gli uomini"
- la mujer = "la donna"
- las mujeres = "le donne"

La forma maschile comune el viene utilizzata al posto di la davanti a nomi femminili inizianti con il suono a accentato:
- el águila (pequeña)
- el agua (fresca)
- el hacha (afilada)

Eccezioni: ciò nonostante, la viene impiegato quando l'uso di el implicherebbe altrimenti il riferimento a un uomo:
- la ácrata (in quanto el ácrata sarebbe un anarchico maschio)
- la árabe (dato che el árabe sarebbe un arabo maschio, o la lingua araba)

Azúcar è un caso molto particolare.  La sua  a- iniziale è atona, e prende di solito ugualmente el anche al femminile; inoltre, azúcar può essere nello spagnolo di entrambi i generi (altre parole con doppio genere sono sal (sale), mar (mare) e sartén (padella per friggere):
- el azúcar refinada ( sono inoltre possibili el azúcar refinado e la azúcar refinada)

N.B.: questo femminile el non ha la stessa origine etimologica dell'omonimo maschile el. Quest'ultimo deriva dall'ele dell'antico castigliano, mentre il primo (così come la) da ela.
Questa finezza storica si è persa per coloro che usano le forme non-standard, come per es. los águilas.
Esiste inoltre l'"articolo neutro", usato davanti ad aggettivi che vengono così sostantivati:
- lo bueno = "il buono"
- lo importante = "l'importante"
- lo indefinible = "l'indefinibile"
- lo desconocido = "lo sconosciuto"

Si usa inoltre lo, sempre con funzione sostantivante, davanti a participi, avverbi e pronomi possessivi, per es.  lo perdido, lo bien, lo suyo.
L'articolo determinativo neutro lo anteposto al relativo cual rende le forme italiane "il che", "la qual cosa", "cosa che".
Miguel se puso mal, lo cual me causó pena ("Michele si ammalò, la qual cosa mi diede dispiacere")
Le preposizioni articolate dello spagnolo sono: al (a + el) e del (de + el).
Come succede per l'inglese, ma diversamente dall'italiano, gli articoli determinativi spagnoli non si usano davanti ai possessivi: es su chaqueta ("è la sua giacca")

### Articoli indefiniti
Diversamente dall'italiano gli articoli indefiniti spagnoli hanno anche le forme plurali partitive (unos, unas), rese in italiano, a seconda dei casi, con le preposizioni articolate formate da "di" + i, gli, le, oppure dagli indefiniti come alcuni, alcune, qualche, ecc.
- un hombre = "un uomo"
- una mujer = "una donna"
- unos hombres = "degli uomini" o "alcuni uomini"
- unas mujeres = "delle donne" o "alcune donne"

Sinonimi di unos sono: unos cuantos, algunos e unos pocos.
Nello spagnolo non esiste l'articolo partitivo singolare, per cui si dirà: ¿Quieres azúcar? ("Vuoi dello zucchero?")
Come per l'italiano, e anche per l'inglese, l'articolo indefinito plurale può essere omesso.
- Hay [unas] cosas en la mesa = "Ci sono [alcune] cose sul tavolo"

Le forme plurali unos e unas davanti a un numerale corrispondono a "circa", "quasi".
Diversamente dai termini italiani "altro, simile, certo e quarto", quelli corrispettivi spagnoli, otro, semejante, cierto e cuarto, non possono essere preceduti dall'articolo indeterminativo, per cui avremo:
- Necesita otro dia
- Yo nunca vi semejante cosa
- Él conoce cierto lugar
- Son las siete menos cuarto

## Determinanti possessivi
Spesso conosciuti come determinanti possessivi o genitivi, vengono anteposti al nome (e al resto dell'intero sintagma nominale, per esempio quando un aggettivo precede il nome) e concordano con il nome nel numero e talvolta anche nel genere.
| persona | pronome     | singolare | plurale     |
| ------- | ----------- | --------- | ----------- |
| 1ª      | yo          | mi        | mis         |
| 2ª      | tú          | tu        | tus         |
| 3ª      | él          | su        | sus         |
| 1ª      | nosotros/as | nuestro/a | nuestros/as |
| 2ª      | vosotros/as | vuestro/a | vuestros/as |
| 3ª      | ellos/as    | su        | sus         |

Considerazioni:
- Come si vede dalla tabella, tranne per la 1ª e la 2ª persona plurale, il possessivo è invariabile.
- Come accade per l'inglese, il possessivo nello spagnolo non è mai preceduto dall'articolo e quindi da preposizioni articolate. Es.:
La casa de mi familia
- Il possessivo concorda con il numero della cosa posseduta; quindi per es. "la loro casa" in spagnolo si dirà su casa.
- Non vi è distinzione nel numero per la terza persona possessiva (vale a dire tra "suo"/"sua"/ e "loro").
- Il possessivo per usted e ustedes è su(s) come per altri pronomi di terza persona. L'ambiguità che questo comporta (specialmente considerando che su(s) ha valore sempre di "suo", "sua" e "loro") può essere allievata trattando usted(es) come un nome e perciò dicendo la casa de ustedes invece di su casa. È inoltre possibile disambiguare dicendo la casa de él o la casa de ella, ecc.

Variazione dialettale:
- Il pronome arcaico vos ha la forma possessiva vuestro, similmente a vosotros. Tuttavia, nell'uso dialettale moderno, tu sostituisce vuestro. Tuttavia, un argentino direbbe Che, decime tu dirección piuttosto che decidme vuestra dirección o dime tu dirección.
- Dialettalmente, usted/ustedes può sostituire tú/vosotros senza nessuna intenzione di apparire formale.  Viene usato il determinante possessivo corrispondente su(s). Dunque, un colombiano può dire Hijo, enséñeme sus deberes invece di Hijo, enséñame tus deberes ("figlio, mostrami il tuo compito").

### Combinazione di dimostrativi e possessivi
I pronomi dimostrativi possono essere combinati con i possessivi come segue:
- Esta nuestra tierra = "Questa nostra terra"
- Este mi amor = "Questo mio amore"

Strettamente parlando, la presenza del primo determinante significa che il possessivo deve essere interpretato come un aggettivo piuttosto che come determinante.  Da notare tuttavia che la forma aggettivale normale (mío, tuyo, suyo...) non viene utilizzata in questa costruzione.
È possibile però usare la forma aggettivale normale. In questo caso, essa va dopo il nome.
- Esta tierra nuestra = "Questa terra nostra"
- Este amor mío = "Questo amore mio"

## Determinanti eterogenei
Nello spagnolo ci sono molte più parole usabili come determinanti. In maggior parte terminano in -o ed hanno le quattro forme usuali (-o, -a, -os, -as) che concordano con i loro nomi.
- ¡Otra cerveza, por favor! = "Un'altra birra, per favore!"
- Mucha gente pasa por aquí = "Molta gente passa da qui"
- No hay tanta gente como en verano = "Non ci sono molte persone come in estate"
- Ciertos vinos son muy dulces = "Certi vini sono molto dolci"
- He salido con varias chicas = "Sono uscito con diverse ragazze"